# (8594) Albifrons
(8594) Albifrons ist ein Asteroid des äußeren Hauptgürtels, der am 25. März 1971 von dem niederländischen Astronomenehepaar Cornelis Johannes van Houten und Ingrid van Houten-Groeneveld entdeckt wurde. Die Entdeckung geschah im Rahmen der 1. Trojaner-Durchmusterung, bei der von Tom Gehrels mit dem 120-cm-Oschin-Schmidt-Teleskop des Palomar-Observatoriums aufgenommene Feldplatten an der Universität Leiden durchmustert wurden, elf Jahre nach Beginn des Palomar-Leiden-Surveys.
Der mittlere Durchmesser des Asteroiden wurde mithilfe des Wide-Field Infrared Survey Explorers (WISE) grob mit 2,974 (±0,691) km berechnet, die Albedo ebenfalls grob mit 0,340 (±0,145).
Der Asteroid gehört zur Nysa-Gruppe, einer nach (44) Nysa benannten Gruppe von Asteroiden (auch Hertha-Familie genannt, nach (135) Hertha). Die zeitlosen (nichtoskulierenden) Bahnelemente von (8594) Albifrons sind fast identisch mit denjenigen von acht weiteren kleineren Asteroiden: (41829) 2000 WU53, (88738) 2001 SF44, (92660) 2000 QF43, (166338) 2002 JH125, (349550) 2008 ST120, (368947) 2006 XD60, (371634) 2007 AJ19 und 2005 TZ135.
(8594) Albifrons ist nach der Zwergseeschwalbe benannt, deren wissenschaftlicher Name Sternula albifrons beziehungsweise synonym Sterna albifrons lautet. Die Benennung erfolgte am 2. Februar 1999. Die Anfangsbuchstaben der Asteroiden (8585) bis (8600) bilden die Redewendung Per aspera ad astra.